# ラ・ロシェル港の眺め
『ラ・ロシェル港の眺め』（ラ・ロシェルこうのながめ、フランス語: Vue du port de La Rochelle）は、フランス王国の画家クロード・ジョセフ・ヴェルネが描いた絵画。連作『フランスの港』を構成する一作品である。

## 解説
1761年7月から翌1762年7月にかけて、ラ・ロシェルで制作された。同年のサロンに出展される『ロシュフォール港の眺め』（朝の光景）と対照をなすように、満潮時すなわち夕暮れの空気が湿ったような光景が描かれている。
画面前景の岸には、地方色豊かな装束の女性たちとともに、港での諸々の労働に従事する人々が描かれている。印象的な一本の大木が、風の動きを暗示すると同時に、雑然としがちなこの風俗的描写を引き締める役割を果たしている。
岸の果てには港の入口を示す『サン＝ニコラの塔』があり、その対岸には『鎖の塔』が描かれている。向こう岸には教会や人家が立ち並び、両岸に挟まれた海上では大小の船が行きかう様子が描かれ、日暮れ時の慌ただしさが暗示される。